# Verity Baptist Church
Verity Baptist Church es una Iglesia Bautista Independiente y Fundamental, situada en la ciudad de Sacramento, en el Estado de California, en los Estados Unidos de América. 
La congregación religiosa es dirigida por el pastor Roger Jiménez, el pastor está casado y es el padre de cuatro hijos (dos niños y dos niñas). La Iglesia es un joven ministerio cristiano que quiere llevar el Evangelio del señor Jesucristo a los habitantes de Sacramento y sus alrededores. Verity Baptist Church, solamente acepta como verdadera la Biblia del Rey Jacobo. La Iglesia se opone a la homosexualidad y a la sodomía. Ningún sodomita (homosexual) puede ser miembro de la Iglesia. El pastor Jiménez trató de justificar la masacre del club nocturno Pulse en Orlando, Florida. Este hecho ha generado mucha polémica y controversia.